# Stelzen (Eisfeld)
Stelzen ist ein Ortsteil der Stadt Eisfeld im Landkreis Hildburghausen in Thüringen.

## Lage
Stelzen liegt am Fuße des Bleßberges im Thüringer Schiefergebirge auf einer Höhe von  673 Meter über NN. Stelzen ist verkehrsmäßig über die Kreisstraße 528 zu erreichen. In einer Grotte am Rand des Ortes entspringt der Fluss Itz.

## Geschichte
Die Marienkirche war früher eine Wallfahrtskapelle. Sie wurde 1467 erweitert und 1650 umgebaut. Die urkundliche Ersterwähnung des Dorfes erfolgte 1340.
1957 wurde Stelzen nach Schirnrod eingemeindet, wurde 1961 aber wieder eine eigenständige Gemeinde. Der Ort gehörte seit dem 14. April 1994 zur Gemeinde Sachsenbrunn und hatte 83 Einwohner. Zum 1. Januar 2019 kam Stelzen im Zuge der Eingemeindung von Sachsenbrunn zur Stadt Eisfeld.

## Dialekt
In Stelzen wird Itzgründisch, ein mainfränkischer Dialekt, gesprochen.